# Primrose (Wisconsin)
Primrose – miasto w Stanach Zjednoczonych, w stanie Wisconsin, w hrabstwie Dane.